# تپه قلعه‌کش
تپه قلعه‌کش مربوط به عصر آهن و عصر برنز است و در شهرستان آمل، بخش دابودشت، در حاشیه غربی و جنوب غربی روستای قلعه‌کش قرار دارد. قلعه‌کش یکی از محوطه‌های بزرگ پیش از تاریخ شمال ایران با مساحت ۱۷ هکتاری که با ارتفاع ۱۱ متر از زمین‌های اطراف واقع گردیده‌است.

## کاوش
تپه قلعه‌کش طی سه فصل در سال‌های ۱۳۸۷، ۱۳۸۸ و ۱۳۹۱ توسط باستان شناسان آملی با مشارکت باستان‌شناسان آلمانی، کارشناسان و دانشمندان لهستانی کاوش شده‌است.

## آثار

### گور انسانی و حیوانی
تاکنون از لایه‌های عصر مفرغ محوطه قلعه کش در مجموع ۱۲ تدفین از گمانه لایه‌نگاری شناسایی شده‌است که اکثر این تدفین‌ها حدود ۸ تدفین متعلق به کودکان و خردسالان و مابقی که۴ تدفین است متعلق به بزرگسالان است.
در کاوش‌ها پیکره حیوانی در بخش شمالی تپه یافت شد. این پیکره که یک پا و بدنه آن سالم مانده، به شکل گاو نر است. در بخش شرقی تپه و در فاصله ۳۰۰ متری از آن یک تدفین انسانی بدست آمد. این تدفین در جهت شرقی-غربی قرار گرفته و سر آن احتمالاً بر روی یک تخته سنگی قرار داشته‌است. این تدفین بصورت چمباتمه ای بوده، طوریکه پاها کاملاً به سمت شکم جمع شده، همچنین انگشتان دست راست برروی دست چپ و زیر سر قرار گرفته‌است. از اشیای بدست آمده از کنار تدفین می‌توان به یک ظرف سفالی خاکستری ساده با گردن بلند نا متقارن، یک خنجر مفرغی که نوک آن دقیقاً برروی سر اسکلت قرار داشته و انتهای آن بسمت جناغ سینه بوده، یک گلوله گلی موسوم به فلاخن در پشت سر تدفین و همچنین دستبندی نقره بر روی یکی از دست‌های این اسکلت اشاره کرد. یافت یک تدفین انسانی در فاصله ۳۰۰ متری شرق تپه باعث پردازش فرضیه‌های بسیاری نظیر جدایی فضای استقراری از گورستانی در عصر آهن می‌شود.

### ظروف
ظرف پیکرک به عنوان یکی از شاخص‌ترین شیء باستانی کشف شده در این تپه است. این پیکرک سفالی است و تقریباً شکل زنانه دارد. این یافته ظرفی توخالی است که نمای بیرونی آن به صورت الهه‌ای است که دست‌هایش را به دو طرف باز کرده‌است.

### سفال
ازجمله یافته‌های تپه قلعه کش سفال‌های خاکستری هستند که متعلق به عصر مفرغ هستند. از این دست سفال‌ها در بخش‌های مختلف فلات ایران به دست آمده‌است. همچنین در سال ۱۳۸۷ سفال‌هایی از دوره مس، سنگ، مفرغ و آهن نیز به دست آمده‌است.

### ابزار
تعدادی ابزار سنگی که همگی آنها از نوع سنگ چرت می‌باشد و اکثراً بصورت تراشه بوده در گمانه‌ها یافت شد. اکثر ابزارهای یافت شده دارای روتوش در دو طرف آنها بوده و همچنین آثار سیلیکات برروی برخی از آنها نمایان است. یک گلوله فلاخن نیز بین پیکره‌ها یافت شد.